# José Luis Torres González
José Luis Torres González (La Puebla de Montalbán, Província de Toledo, 19 d'agost de 1949) és un enginyer, professor i articulista.
Començà treballant d'enginyer a Girona, el 1972, a l'empresa Forces Elèctriques de Catalunya S.A. (FECSA). El 1973 es traslladà a Figueres requerit per Ramon Guardiola i Rovira per col·laborar en la posada en marxa dels ensenyaments de Formació Professional, i el curs següent fou nomenat director de l'Institut Narcís Monturiol de Figueres. Treballà com a professor de Formació Professional i catedràtic a l'Institut Narcís Monturiol fins a la seva jubilació, el setembre de 2009.
Combinà les seves tasques de docència amb la política municipal de Figueres, primer militant a la Unió de Centre Democràtic (UCD) i posteriorment al PP (Partit Popular). Del 1991 al 1995 fou regidor municipal a Figueres pel PP.
És autor de diversos llibres sobre seguretat elèctrica publicats per Associació Espanyola de Normalització i Certificació (AENOR) i des de l'any 2000 publica articles d'opinió al Diari de Girona i al setmanari figuerenc Hora Nova. També ha participat com a guionista en documentals sobre fets històrics a l'Alt Empordà. El 2018 ha presentat en unes memòries sobre la política municipal figuerenca en el període comprès entre 1991 i 1995.

## Obra
La seva obra inclou:
- Choques eléctricos en Baja Tensión. AENOR, 1998. ISBN 9788481431247[7]
- Sobreintensidades en Baja Tensión. AENOR, 2001. ISBN 9788481432909[8]
- Riesgos y proteccions en Baja Tensión. AENOR, 2002. ISBN  9788481432909[9]
- Sistemas d'instal·lacions en Baja Tensión. AENOR, 2006. ISBN 9788481434767[10]
- Canalizaciones eléctricas y sus sistemes de instalación. AENOR, 2015. ISBN 9788481438703[11]
- Memorias de un cuatrienio (1991-1995): La prensa como testigo. Cal·lígraf, 2018.[6]